# うるま市立与勝第二中学校
うるま市立与勝第二中学校（うるましりつ よかつだいにちゅうがっこう）は、沖縄県うるま市にある市立中学校。

## 通学区域
平敷屋、饒辺、安勢理